# Lipno (powiat przysuski)
Lipno – wieś w Polsce położona w województwie mazowieckim, w powiecie przysuskim, w gminie Przysucha. Ma status sołectwa.
Prywatna wieś szlachecka Lipna, położona była w drugiej połowie XVI wieku w powiecie radomskim województwa sandomierskiego. W latach 1975–1998 miejscowość administracyjnie należała do województwa radomskiego.
Wierni Kościoła rzymskokatolickiego należą do parafii św. Jana Nepomucena w Przysusze.